# Élections présidentielles sous la Cinquième République dans l'Allier
Depuis l'adoption de la Constitution de la Cinquième République française en 1958, dix élections présidentielles ont eu lieu afin d'élire le président de la République. Cette page présente les résultats de ces élections dans l'Allier.

## Synthèse des résultats du second tour
L'Allier avait tendance à voter plus à gauche que la France jusqu'en 2012 où par la suite le département vote selon la tendance nationale. C'est en particulier le cas en 1974,1995 et 2007 où le département a placé en tête respectivement François Mitterrand (54,47 %),Lionel Jospin (50,26 %) et Ségolène Royal (51,2%) alors qu'au niveau national ont été élus Valéry Giscard d'Estaing (50,81 %), Jacques Chirac (52,64 %) et Nicolas Sarkozy (53,06%). En 2012, François Hollande obtient 56,89% soit 5 points en plus que son score au niveau national. En 2017, les électeurs ont voté à 63,9 % pour Emmanuel Macron contre 36,1 % pour Marine Le Pen. En 2022, Emmanuel Macron obtient 6 points de moins qu'au niveau national tandis que Marine Le Pen frôle la barre des 50% en atteignant un score de 47,65% dans le département.
| 2022 | Emmanuel Macron (52,35 %) (France : 58,55 %) | Marine Le Pen (47,65 %) (France : 41,45 %) | 75,07 % (France : 71,99 %) | 8,09 % (France : 6,23 %) |

| 2017 | Emmanuel Macron (63,9 %) (France : 66,10 %) | Marine Le Pen (36,1 %) (France : 33,90 %) | 76,61 % (France : 77,77 %) | 2,67 % (France : 2,47 %) |

| 2012 | François Hollande (56,89 %) (France : 51,64 %) | Nicolas Sarkozy (43,11 %) (France : 48,36 %) | 82,34 % (France : 80,35 %) | 2,4 % (France : 5,82 %) |

| 2007 | Nicolas Sarkozy (48,8 %) (France : 53,06 %) | Ségolène Royal (51,2 %) (France : 46,94 %) | 85,35 % (France : 83,97 %) | 1,87 % (France : 4,20 %) |

| 2002 | Jacques Chirac (85,21 %) (France : 82,21 %) | J.-M. Le Pen (14,79 %) (France : 17,79 %) | 73,81 % (France : 79,71 %) | 4,91 % (France : 3,38 %) |

| 1995 | Jacques Chirac (49,74 %) (France : 52,64 %) | Lionel Jospin (50,26 %) (France : 47,36 %) | 80,25 % (France : 78,38 %) | 3,65 % (France : 2,81 %) |

| 1988 | François Mitterrand (57,91 %) (France : 54,02 %) | Jacques Chirac (42,09 %) (France : 45,98 % %) | 82,72 % (France : 81,35 %) | 2,4 % (France : 2,00 %) |

| 1981 | François Mitterrand (56,04 %) (France : 51,76 %) | Valéry Giscard d'Estaing (43,96 %) (France : 48,24 %) | 83,4 % (France : 81,09 %) | 1,64 % (France : 1,62 %) |

| 1974 | Valéry Giscard d'Estaing (45,53 %) (France : 50,81 %) | François Mitterrand (54,47 %) (France : 49,19 %) | 85,07 % (France : 84,23 %) | 0,98 % (France : 0,92 %) |

| 1969 | Georges Pompidou (57,86 %) (France : 58,21 %) | Alain Poher (42,14 %) (France : 41,79 %) | 77,71 % (France : 77,59 %) | 1,38 % (France : 1,29 %) |

| 1965 | Charles de Gaulle (45,1 %) (France : 55,20 %) | François Mitterrand (54,9 %) (France : 44,80 %) | 83,71 % (France : 84,75 %) | 1,06 % (France : 1,01 %) |

|  | ▲ |

## Résultats détaillés par scrutin

### 2022
Arrivé en tête du premier tour, le président sortant Emmanuel Macron (27,85 %) affronte Marine Le Pen (23,15 %), un duel identique à celui du scrutin de 2017. C'est la deuxième fois qu'un second tour opposant les mêmes candidats à deux scrutins présidentiels consécutifs a lieu après ceux où se sont affrontés Valéry Giscard d'Estaing et François Mitterrand en 1974 et 1981.
En troisième position avec 21,95 % des voix, Jean-Luc Mélenchon réalise le score le plus élevé de ses trois candidatures et arrive largement en tête de la gauche, mais échoue à accéder au second tour, avec environ 400 000 voix de moins que Marine Le Pen.
Une nouvelle fois, les partis politiques traditionnels sont absents du second tour, dans des proportions encore plus importantes que lors de la précédente élection. Le Parti socialiste et Les Républicains, représentés respectivement par Anne Hidalgo et Valérie Pécresse, s'effondrent avec des scores historiquement faibles et n'atteignent pas le seuil des 5 %, condition permettant d'être remboursé des frais de campagne.
Le second tour voit Emmanuel Macron l'emporter par 58,55 % des suffrages exprimés, permettant ainsi au président sortant d'entamer un second mandat. Le septennat ayant été aboli en 2000, il devient ainsi le premier président de la République française à être réélu pour un deuxième quinquennat, le deuxième président de la Cinquième République réélu hors période de cohabitation et le quatrième président de la Cinquième République réélu.
Dans l'Allier, Marine Le Pen arrive en tête du premier tour avec 27,06% des exprimés, suivi de Emmanuel Macron avec 26,73%, Jean-Luc Mélenchon avec 16,68%, Éric Zemmour avec 6,65% et Valérie Pécresse avec 5,55%. Au second tour, les électeurs ont voté à 52,35% pour Emmanuel Macron contre 47,65% pour Marine Le Pen avec un taux de participation de 75,07% des inscrits.
| Candidats                | Candidats                | Partis                   | Premier tour | Premier tour | Second tour | Second tour |
| Candidats                | Candidats                | Partis                   | Voix         | %            | Voix        | %           |
| ------------------------ | ------------------------ | ------------------------ | ------------ | ------------ | ----------- | ----------- |
|                          | Marine Le Pen            | RN                       | 50 315       | 27,06        | 79 762      | 47,65       |
|                          | Emmanuel Macron          | LREM                     | 49 706       | 26,73        | 87 645      | 52,35       |
|                          | Jean-Luc Mélenchon       | LFI                      | 31 013       | 16,68        |             |             |
|                          | Éric Zemmour             | REC                      | 12 361       | 6,65         |             |             |
|                          | Valérie Pécresse         | LR                       | 10 319       | 5,55         |             |             |
|                          | Fabien Roussel           | PCF                      | 8 119        | 4,37         |             |             |
|                          | Jean Lassalle            | RES                      | 7 782        | 4,18         |             |             |
|                          | Yannick Jadot            | EELV                     | 5 982        | 3,22         |             |             |
|                          | Nicolas Dupont-Aignan    | DLF                      | 4 216        | 2,27         |             |             |
|                          | Anne Hidalgo             | PS                       | 3 280        | 1,76         |             |             |
|                          | Philippe Poutou          | NPA                      | 1 503        | 0,81         |             |             |
|                          | Nathalie Arthaud         | LO                       | 1 359        | 0,73         |             |             |
|                          |                          |                          |              |              |             |             |
| Votes valides            | Votes valides            | Votes valides            | 185 955      | 97,11        | 167 407     | 89,21       |
| Votes blancs             | Votes blancs             | Votes blancs             | 3 749        | 1,96         | 13 866      | 7,36        |
| Votes nuls               | Votes nuls               | Votes nuls               | 1 790        | 0,94         | 6 370       | 3,43        |
| Total                    | Total                    | Total                    | 191 494      | 100          | 187 643     | 100         |
| Abstention               | Abstention               | Abstention               | 58 497       | 23,40        | 62 311      | 24,93       |
| Inscrits / participation | Inscrits / participation | Inscrits / participation | 249 991      | 76,60        | 249 954     | 75,07       |

### 2017
Le premier tour de l'élection présidentielle de 2017 voit s'affronter onze candidats. Emmanuel Macron arrive en tête devant Marine Le Pen et tous deux se qualifient pour le second tour. Néanmoins, avec François Fillon et Jean-Luc Mélenchon, les scores des quatre candidats ayant recueilli le plus de voix sont serrés (4,43 points entre le 1er et le 4e). Pour la première fois, aucun des candidats des deux partis politiques pourvoyeurs jusque-là des présidents de la Ve République, n'est présent au second tour. Celui-ci se tient le dimanche 7 mai et se solde par la victoire d'Emmanuel Macron, avec un total de 20 753 798 bulletins de vote en sa faveur, soit 66,10 % des suffrages exprimés, face à la candidate du Front national, qui recueille 33,90 %. Le scrutin est néanmoins marqué par une forte abstention et par un record de votes blancs ou nuls. 
Dans l'Allier, Emmanuel Macron arrive en tête du premier tour avec 23,72 % des exprimés, suivi de Marine Le Pen avec 22,34 %, Jean-Luc Mélenchon avec 19,91 %, François Fillon avec 18,94 % et Benoît Hamon avec 5,52 %. Au second tour, les électeurs ont voté à 63,9 % pour Emmanuel Macron contre 36,1 % pour Marine Le Pen avec un taux de participation de 76,61 % des inscrits.
|             | EM          | Emmanuel Macron       | 45 651  | 23,72 %    | 106 579 | 63,9 %     |  |  |
|             | FN          | Marine Le Pen         | 43 004  | 22,34 %    | 60 207  | 36,1 %     |  |  |
|             | LFi         | Jean-Luc Mélenchon    | 38 311  | 19,91 %    |         |            |  |  |
|             | LR          | François Fillon       | 36 457  | 18,94 %    |         |            |  |  |
|             | PS          | Benoît Hamon          | 10 619  | 5,52 %     |         |            |  |  |
|             | DlF         | Nicolas Dupont-Aignan | 9 795   | 5,09 %     |         |            |  |  |
|             | RES         | Jean Lassalle         | 2 986   | 1,55 %     |         |            |  |  |
|             | NPA         | Philippe Poutou       | 2 322   | 1,21 %     |         |            |  |  |
|             | LO          | Nathalie Arthaud      | 1 540   | 0,8 %      |         |            |  |  |
|             | UPR         | François Asselineau   | 1 422   | 0,74 %     |         |            |  |  |
|             | SeP         | Jacques Cheminade     | 353     | 0,18 %     |         |            |  |  |
|             |             |                       |         |            |         |            |  |  |
|             |             |                       | Nombre  | % inscrits | Nombre  | % inscrits |  |  |
| Inscrits    | Inscrits    | Inscrits              | 253 508 |            | 253 479 |            |  |  |
| Abstentions | Abstentions | Abstentions           | 54 275  | 21,41 %    | 59 294  | 23,39 %    |  |  |
| Votants     | Votants     | Votants               | 199 233 | 78,59 %    | 194 185 | 76,61 %    |  |  |
|             |             |                       |         |            |         |            |  |  |
|             |             |                       |         | % votants  |         | % votants  |  |  |
| Blancs      | Blancs      | Blancs                | 4 335   | 1,71 %     | 18 877  | 7,45 %     |  |  |
| Nuls        | Nuls        | Nuls                  | 2 438   | 0,96 %     | 8 522   | 3,36 %     |  |  |
| Exprimés    | Exprimés    | Exprimés              | 192 460 | 75,92 %    | 166 786 | 65,8 %     |  |  |

### 2012
Hollande, désigné par le PS à la suite d'une primaire ouverte, devance Sarkozy dès le premier tour de l'élection présidentielle de 2012 : c'est la première fois qu'un président sortant est ainsi devancé. Au second tour, Sarkozy est battu mais par un écart plus faible qu'attendu.
Dans l'Allier, Marine Le Pen arrive en tête du premier tour avec 29,68 % des exprimés, suivie de Nicolas Sarkozy avec 24,02 %, Jean-Luc Mélenchon avec 18,32 %, Philippe Poutou avec 13,58 % et Nathalie Arthaud avec 8,65 %. Au second tour, les électeurs ont voté à 56,89 % pour François Hollande contre 43,11 % pour Nicolas Sarkozy avec un taux de participation de 82,41 % des inscrits.
|                | PS             | François Hollande     | 61 131  | 29,68 %    | 111 615 | 56,89 %    |  |  |
|                | UMP            | Nicolas Sarkozy       | 49 477  | 24,02 %    | 84 593  | 43,11 %    |  |  |
|                | FN             | Marine Le Pen         | 37 736  | 18,32 %    |         |            |  |  |
|                | FG             | Jean-Luc Mélenchon    | 27 969  | 13,58 %    |         |            |  |  |
|                | MoDem          | François Bayrou       | 17 814  | 8,65 %     |         |            |  |  |
|                | DLF            | Nicolas Dupont-Aignan | 4 068   | 1,98 %     |         |            |  |  |
|                | EELV           | Eva Joly              | 3 232   | 1,57 %     |         |            |  |  |
|                | NPA            | Philippe Poutou       | 2 584   | 1,25 %     |         |            |  |  |
|                | LO             | Nathalie Arthaud      | 1 482   | 0,72 %     |         |            |  |  |
|                | S&P            | Jacques Cheminade     | 457     | 0,22 %     |         |            |  |  |
|                |                |                       |         |            |         |            |  |  |
|                |                |                       | Nombre  | % inscrits | Nombre  | % inscrits |  |  |
| Inscrits       | Inscrits       | Inscrits              | 256 275 |            | 256 211 |            |  |  |
| Abstentions    | Abstentions    | Abstentions           | 45 266  | 17,66 %    | 45 079  | 17,59 %    |  |  |
| Votants        | Votants        | Votants               | 211 009 | 82,34 %    | 211 132 | 82,41 %    |  |  |
|                |                |                       |         |            |         |            |  |  |
|                |                |                       |         | % votants  |         | % votants  |  |  |
| Blancs ou nuls | Blancs ou nuls | Blancs ou nuls        | 5 059   | 2,4 %      | 14 924  | 7,07 %     |  |  |
| Exprimés       | Exprimés       | Exprimés              | 205 950 | 97,6 %     | 196 208 | 97,6 %     |  |  |

### 2007
Au premier tour de l'élection présidentielle de 2007, Sarkozy réussit à capter une partie des voix de Le Pen et arrive largement en tête. Royal est la première femme qualifiée pour le second tour d'une élection présidentielle. Elle est battue avec une avance de 6 points.
Dans l'Allier, Nicolas Sarkozy arrive en tête du premier tour avec 28,06 % des exprimés, suivi de Ségolène Royal avec 25,64 %, François Bayrou avec 18,26 %, Jean-Marie Le Pen avec 10,06 % et Olivier Besancenot avec 5,05 %. Au second tour, les électeurs ont voté à 48,8 % pour Nicolas Sarkozy contre 51,2 % pour Ségolène Royal avec un taux de participation de 97,6 % des inscrits.
|                | UMP            | Nicolas Sarkozy      | 60 994  | 28,06 %    | 102 426 | 48,8 %     |  |  |
|                | PS             | Ségolène Royal       | 55 744  | 25,64 %    | 107 442 | 51,2 %     |  |  |
|                | UDF            | François Bayrou      | 39 700  | 18,26 %    |         |            |  |  |
|                | FN             | Jean-Marie Le Pen    | 21 860  | 10,06 %    |         |            |  |  |
|                | LCR            | Olivier Besancenot   | 10 981  | 5,05 %     |         |            |  |  |
|                | GPA            | Marie-George Buffet  | 9 897   | 4,55 %     |         |            |  |  |
|                | MPF            | Philippe de Villiers | 5 292   | 2,43 %     |         |            |  |  |
|                | LO             | Arlette Laguiller    | 3 370   | 1,55 %     |         |            |  |  |
|                | CPNT           | Frédéric Nihous      | 3 119   | 1,43 %     |         |            |  |  |
|                | Les Verts      | Dominique Voynet     | 2 863   | 1,32 %     |         |            |  |  |
|                | SE             | José Bové            | 2 646   | 1,22 %     |         |            |  |  |
|                | CNRSP          | Gérard Schivardi     | 918     | 0,42 %     |         |            |  |  |
|                |                |                      |         |            |         |            |  |  |
|                |                |                      | Nombre  | % inscrits | Nombre  | % inscrits |  |  |
| Inscrits       | Inscrits       | Inscrits             | 259 537 |            | 259 503 |            |  |  |
| Abstentions    | Abstentions    | Abstentions          | 38 012  | 14,65 %    | 38 826  | 14,96 %    |  |  |
| Votants        | Votants        | Votants              | 221 525 | 85,35 %    | 220 677 | 85,04 %    |  |  |
|                |                |                      |         |            |         |            |  |  |
|                |                |                      |         | % votants  |         | % votants  |  |  |
| Blancs ou nuls | Blancs ou nuls | Blancs ou nuls       | 4 141   | 1,87 %     | 10 809  | 4,9 %      |  |  |
| Exprimés       | Exprimés       | Exprimés             | 217 384 | 98,13 %    | 209 868 | 95,1 %     |  |  |

### 2002
Après cinq années de cohabitation, un duel est attendu entre Chirac et le Premier ministre Jospin lors de l'élection présidentielle de 2002, mais, à la surprise générale, ce dernier est devancé par Le Pen au premier tour. Au second tour, Chirac bénéficie du ralliement de la gauche et reçoit un score sans précédent. Il s'agit de la première élection pour un mandat de cinq ans et non plus sept.
Dans l'Allier, Jacques  Chirac arrive en tête du premier tour avec 20,88 % des exprimés, suivi de Lionel  Jospin avec 16,03 %, Jean-Marie  Le Pen avec 14,12 %, Robert  Hue avec 8,13 % et François Bayrou avec 6,44 %. Au second tour, les électeurs ont voté à 85,21 % pour Jacques  Chirac contre 14,79 % pour Jean-Marie  Le Pen avec un taux de participation de 80,87 % des inscrits.
|                | RPR            | Jacques Chirac          | 37 533  | 20,88 %    | 164 610 | 85,21 %    |  |  |
|                | PS             | Lionel Jospin           | 28 814  | 16,03 %    |         |            |  |  |
|                | FN             | Jean-Marie Le Pen       | 25 387  | 14,12 %    | 28 571  | 14,79 %    |  |  |
|                | PC             | Robert Hue              | 14 616  | 8,13 %     |         |            |  |  |
|                | UDF            | François Bayrou         | 11 576  | 6,44 %     |         |            |  |  |
|                | LO             | Arlette Laguiller       | 11 241  | 6,25 %     |         |            |  |  |
|                | MC             | Jean-Pierre Chevènement | 9 337   | 5,19 %     |         |            |  |  |
|                | LCR            | Olivier Besancenot      | 8 467   | 4,71 %     |         |            |  |  |
|                | CPNT           | Jean Saint-Josse        | 7 936   | 4,41 %     |         |            |  |  |
|                | Les Verts      | Noël Mamère             | 6 961   | 3,87 %     |         |            |  |  |
|                | DL             | Alain Madelin           | 6 018   | 3,35 %     |         |            |  |  |
|                | MNR            | Bruno Mégret            | 3 268   | 1,82 %     |         |            |  |  |
|                | PRG            | Christiane Taubira      | 2 669   | 1,48 %     |         |            |  |  |
|                | Cap21          | Corinne Lepage          | 2 597   | 1,44 %     |         |            |  |  |
|                | FRS            | Christine Boutin        | 2 375   | 1,32 %     |         |            |  |  |
|                | PT             | Daniel Gluckstein       | 973     | 0,54 %     |         |            |  |  |
|                |                |                         |         |            |         |            |  |  |
|                |                |                         | Nombre  | % inscrits | Nombre  | % inscrits |  |  |
| Inscrits       | Inscrits       | Inscrits                | 256 113 |            | 256 085 |            |  |  |
| Abstentions    | Abstentions    | Abstentions             | 67 066  | 26,19 %    | 48 994  | 19,13 %    |  |  |
| Votants        | Votants        | Votants                 | 189 047 | 73,81 %    | 207 091 | 80,87 %    |  |  |
|                |                |                         |         |            |         |            |  |  |
|                |                |                         |         | % votants  |         | % votants  |  |  |
| Blancs ou nuls | Blancs ou nuls | Blancs ou nuls          | 9 279   | 4,91 %     | 13 910  | 6,72 %     |  |  |
| Exprimés       | Exprimés       | Exprimés                | 179 768 | 95,09 %    | 193 181 | 93,28 %    |  |  |

### 1995
Après une nouvelle cohabitation et alors que la droite est particulièrement divisée entre Chirac et le Premier ministre Balladur, Jospin réussit à arriver en tête au premier tour de l'élection présidentielle de 1995, malgré la très lourde défaite de la gauche aux législatives de 1993. Au second tour, il est battu par Chirac.
Dans l'Allier, Lionel Jospin arrive en tête du premier tour avec 22,14 % des exprimés, suivi de Jacques Chirac avec 21,65 %, Édouard Balladur avec 16,78 %, Robert Hue avec 15,66 % et Jean-Marie Le Pen avec 11,23 %. Au second tour, les électeurs ont voté à 50,26 % pour Lionel Jospin contre 49,74 % pour Jacques Chirac avec un taux de participation de 81,56 % des inscrits.
|                | PS             | Lionel Jospin        | 45 190  | 22,14 %    | 101 223 | 50,26 %    |  |  |
|                | RPR            | Jacques Chirac       | 44 190  | 21,65 %    | 100 183 | 49,74 %    |  |  |
|                | RPR            | Édouard Balladur     | 34 255  | 16,78 %    |         |            |  |  |
|                | PC             | Robert Hue           | 31 960  | 15,66 %    |         |            |  |  |
|                | FN             | Jean-Marie Le Pen    | 22 928  | 11,23 %    |         |            |  |  |
|                | LO             | Arlette Laguiller    | 9 763   | 4,78 %     |         |            |  |  |
|                | MPF            | Philippe de Villiers | 9 650   | 4,73 %     |         |            |  |  |
|                | Les Verts      | Dominique Voynet     | 5 654   | 2,77 %     |         |            |  |  |
|                | S&P            | Jacques Cheminade    | 557     | 0,27 %     |         |            |  |  |
|                |                |                      |         |            |         |            |  |  |
|                |                |                      | Nombre  | % inscrits | Nombre  | % inscrits |  |  |
| Inscrits       | Inscrits       | Inscrits             | 264 005 |            | 263 964 |            |  |  |
| Abstentions    | Abstentions    | Abstentions          | 52 130  | 19,75 %    | 48 663  | 18,44 %    |  |  |
| Votants        | Votants        | Votants              | 211 875 | 80,25 %    | 215 301 | 81,56 %    |  |  |
|                |                |                      |         |            |         |            |  |  |
|                |                |                      |         | % votants  |         | % votants  |  |  |
| Blancs ou nuls | Blancs ou nuls | Blancs ou nuls       | 7 728   | 3,65 %     | 13 895  | 6,45 %     |  |  |
| Exprimés       | Exprimés       | Exprimés             | 204 147 | 96,35 %    | 201 406 | 93,55 %    |  |  |

### 1988
Après deux ans de cohabitation, Mitterrand affronte le Premier ministre Chirac lors de l'élection présidentielle de 1988. Le Pen obtient au premier tour un score jusque-là sans précédent pour un parti d'extrême droite. Au second tour, Mitterrand est facilement réélu.
Dans l'Allier, François Mitterrand arrive en tête du premier tour avec 30,28 % des exprimés, suivi de Jacques Chirac avec 19,46 %, André Lajoinie avec 18,12 %, Raymond Barre avec 15 % et Jean-Marie Le Pen avec 10,14 %. Au second tour, les électeurs ont voté à 57,91 % pour François Mitterrand contre 42,09 % pour Jacques Chirac avec un taux de participation de 84,93 % des inscrits.
|                | PS                    | François Mitterrand | 65 073  | 30,28 %    | 125 709 | 57,91 %    |  |  |
|                | RPR                   | Jacques Chirac      | 41 821  | 19,46 %    | 91 349  | 42,09 %    |  |  |
|                | PC                    | André Lajoinie      | 38 943  | 18,12 %    |         |            |  |  |
|                | SE                    | Raymond Barre       | 32 230  | 15 %       |         |            |  |  |
|                | FN                    | Jean-Marie Le Pen   | 21 801  | 10,14 %    |         |            |  |  |
|                | Les Verts             | Antoine Waechter    | 6 443   | 3 %        |         |            |  |  |
|                | Communiste rénovateur | Pierre Juquin       | 4 583   | 2,13 %     |         |            |  |  |
|                | LO                    | Arlette Laguiller   | 3 161   | 1,47 %     |         |            |  |  |
|                | MPT                   | Pierre Boussel      | 864     | 0,4 %      |         |            |  |  |
|                |                       |                     |         |            |         |            |  |  |
|                |                       |                     | Nombre  | % inscrits | Nombre  | % inscrits |  |  |
| Inscrits       | Inscrits              | Inscrits            | 266 200 |            | 266 177 |            |  |  |
| Abstentions    | Abstentions           | Abstentions         | 46 003  | 17,28 %    | 40 123  | 15,07 %    |  |  |
| Votants        | Votants               | Votants             | 220 197 | 82,72 %    | 226 054 | 84,93 %    |  |  |
|                |                       |                     |         |            |         |            |  |  |
|                |                       |                     |         | % votants  |         | % votants  |  |  |
| Blancs ou nuls | Blancs ou nuls        | Blancs ou nuls      | 5 278   | 2,4 %      | 8 996   | 3,98 %     |  |  |
| Exprimés       | Exprimés              | Exprimés            | 214 919 | 97,6 %     | 217 058 | 96,02 %    |  |  |

### 1981
Lors de l'élection présidentielle de 1981, Giscard d'Estaing arrive en tête au premier tour et affronte, comme la fois précédente, Mitterrand. Pour la première fois, un président sortant est battu : Mitterrand devient le premier président de gauche de la Ve République.
Dans l'Allier, Valéry Giscard d'Estaing arrive en tête du premier tour avec 25,37 % des exprimés, suivi de François Mitterrand avec 23,82 %, Georges Marchais avec 22,84 %, Jacques Chirac avec 17,97 % et Brice Lalonde avec 3,11 %. Au second tour, les électeurs ont voté à 54,47 % pour François Mitterrand contre 43,96 % pour Valéry Giscard d'Estaing avec un taux de participation de 87,22 % des inscrits.
|                | UDF            | Valéry Giscard d'Estaing | 55 467  | 25,37 %    | 99 019  | 43,96 %    |  |  |
|                | PS             | François Mitterrand      | 52 072  | 23,82 %    | 126 240 | 56,04 %    |  |  |
|                | PC             | Georges Marchais         | 49 934  | 22,84 %    |         |            |  |  |
|                | RPR            | Jacques Chirac           | 39 294  | 17,97 %    |         |            |  |  |
|                | MEP            | Brice Lalonde            | 6 804   | 3,11 %     |         |            |  |  |
|                | LO             | Arlette Laguiller        | 5 078   | 2,32 %     |         |            |  |  |
|                | MRG            | Michel Crépeau           | 3 894   | 1,78 %     |         |            |  |  |
|                | Divers droite  | Michel Debré             | 2 506   | 1,15 %     |         |            |  |  |
|                | Divers droite  | Marie-France Garaud      | 2 259   | 1,03 %     |         |            |  |  |
|                | PSU            | Huguette Bouchardeau     | 1 332   | 0,61 %     |         |            |  |  |
|                |                |                          |         |            |         |            |  |  |
|                |                |                          | Nombre  | % inscrits | Nombre  | % inscrits |  |  |
| Inscrits       | Inscrits       | Inscrits                 | 266 534 |            | 266 522 |            |  |  |
| Abstentions    | Abstentions    | Abstentions              | 44 256  | 16,6 %     | 34 073  | 12,78 %    |  |  |
| Votants        | Votants        | Votants                  | 222 278 | 83,4 %     | 232 449 | 87,22 %    |  |  |
|                |                |                          |         |            |         |            |  |  |
|                |                |                          |         | % votants  |         | % votants  |  |  |
| Blancs ou nuls | Blancs ou nuls | Blancs ou nuls           | 3 638   | 1,64 %     | 7 190   | 3,09 %     |  |  |
| Exprimés       | Exprimés       | Exprimés                 | 218 640 | 98,36 %    | 225 259 | 96,91 %    |  |  |

### 1974
L'élection présidentielle de 1974 est une élection anticipée à la suite de la mort de Pompidou. Mitterrand, candidat unique de la gauche, est largement en tête au premier tour devant Giscard d'Estaing, qui distance lui-même Chaban-Delmas. Au terme d'une campagne animée, marquée par un débat télévisé tendu, Giscard d'Estaing l'emporte avec une très courte avance.
Dans l'Allier, François Mitterrand arrive en tête du premier tour avec 48,97 % des exprimés, suivi de Valéry Giscard d'Estaing avec 33,24 %, Jacques Chaban-Delmas avec 9,71 %, Arlette Laguiller avec 2,86 % et Jean Royer avec 2,44 %. Au second tour, les électeurs ont voté à 54,47 % pour François Mitterrand contre 45,53 % pour Valéry Giscard d'Estaing avec un taux de participation de 88,69 % des inscrits.
|                | PS             | François Mitterrand       | 99 487  | 48,97 %    | 115 102 | 54,47 %    |  |  |
|                | RI             | Valéry Giscard d'Estaing' | 67 529  | 33,24 %    | 96 210  | 45,53 %    |  |  |
|                | UDR            | Jacques Chaban-Delmas     | 19 738  | 9,71 %     |         |            |  |  |
|                | LO             | Arlette Laguiller         | 5 818   | 2,86 %     |         |            |  |  |
|                | SE             | Jean Royer                | 4 964   | 2,44 %     |         |            |  |  |
|                | SE, écologiste | René Dumont               | 1 687   | 0,83 %     |         |            |  |  |
|                | MDSF           | Émile Muller              | 1 231   | 0,61 %     |         |            |  |  |
|                | FN             | Jean-Marie Le Pen         | 1 227   | 0,6 %      |         |            |  |  |
|                | FCR            | Alain Krivine             | 821     | 0,4 %      |         |            |  |  |
|                | NAR            | Bertrand Renouvin         | 354     | 0,17 %     |         |            |  |  |
|                | MFE            | Jean-Claude Sebag         | 242     | 0,12 %     |         |            |  |  |
|                |                |                           |         |            |         |            |  |  |
|                |                |                           | Nombre  | % inscrits | Nombre  | % inscrits |  |  |
| Inscrits       | Inscrits       | Inscrits                  | 241 214 |            | 241 165 |            |  |  |
| Abstentions    | Abstentions    | Abstentions               | 36 016  | 14,93 %    | 27 284  | 11,31 %    |  |  |
| Votants        | Votants        | Votants                   | 205 198 | 85,07 %    | 213 881 | 88,69 %    |  |  |
|                |                |                           |         |            |         |            |  |  |
|                |                |                           |         | % votants  |         | % votants  |  |  |
| Blancs ou nuls | Blancs ou nuls | Blancs ou nuls            | 2 021   | 0,98 %     | 2 569   | 1,2 %      |  |  |
| Exprimés       | Exprimés       | Exprimés                  | 203 177 | 99,02 %    | 211 312 | 98,8 %     |  |  |

### 1969
L'élection présidentielle de 1969 est une élection anticipée à la suite de la démission de De Gaulle. La gauche se lance désunie dans la course et, bien que Duclos (PCF) manque de le devancer, c'est le président par intérim Poher qui accède au second tour face à l'ex-Premier ministre Pompidou. Alors que Duclos refuse d'appeler à voter au second tour pour « bonnet blanc ou blanc bonnet », Pompidou est finalement largement élu.
Dans l'Allier, Georges Pompidou arrive en tête du premier tour avec 38,54 % des exprimés, suivi de Jacques Duclos avec 31,89 %, Alain Poher avec 19,37 %, Gaston Defferre avec 5,06 % et Michel Rocard avec 3,06 %. Au second tour, les électeurs ont voté à 57,86 % pour Georges Pompidou contre 42,14 % pour Alain Poher avec un taux de participation de 64,21 % des inscrits.
|                | UDR            | Georges Pompidou | 72 003  | 38,54 %    | 80 773  | 57,86 %    |  |  |
|                | PC             | Jacques Duclos   | 59 572  | 31,89 %    |         |            |  |  |
|                | CD             | Alain Poher      | 36 195  | 19,37 %    | 58 830  | 42,14 %    |  |  |
|                | SFIO           | Gaston Defferre  | 9 446   | 5,06 %     |         |            |  |  |
|                | PSU            | Michel Rocard    | 5 718   | 3,06 %     |         |            |  |  |
|                | SE             | Louis Ducatel    | 2 248   | 1,2 %      |         |            |  |  |
|                | LC             | Alain Krivine    | 1 646   | 0,88 %     |         |            |  |  |
|                |                |                  |         |            |         |            |  |  |
|                |                |                  | Nombre  | % inscrits | Nombre  | % inscrits |  |  |
| Inscrits       | Inscrits       | Inscrits         | 243 779 |            | 243 717 |            |  |  |
| Abstentions    | Abstentions    | Abstentions      | 54 344  | 22,29 %    | 87 234  | 35,79 %    |  |  |
| Votants        | Votants        | Votants          | 189 435 | 77,71 %    | 156 483 | 64,21 %    |  |  |
|                |                |                  |         |            |         |            |  |  |
|                |                |                  |         | % votants  |         | % votants  |  |  |
| Blancs ou nuls | Blancs ou nuls | Blancs ou nuls   | 2 607   | 1,38 %     | 16 880  | 10,79 %    |  |  |
| Exprimés       | Exprimés       | Exprimés         | 186 828 | 98,62 %    | 139 603 | 89,21 %    |  |  |

### 1965
L'élection présidentielle de 1965 est la première élection au suffrage universel direct à la suite du référendum d'octobre 1962. De Gaulle est mis en ballottage, à la surprise générale, par Mitterrand, candidat unique de la gauche. La campagne du second tour est axée sur l'Europe et les relations internationales ainsi que sur l'armement nucléaire. De Gaulle est finalement réélu avec une large avance.
Dans l'Allier, François Mitterrand arrive en tête du premier tour avec 41,93 % des exprimés, suivi de Charles de Gaulle avec 36,55 %, Jean Lecanuet avec 13,03 %, Jean-Louis Tixier-Vignancour avec 5,46 % et Pierre Marcilhacy avec 1,98 %. Au second tour, les électeurs ont voté à 54,9 % pour François Mitterrand contre 45,1 % pour Charles de Gaulle avec un taux de participation de 83,87 % des inscrits.
|                | CIR            | François Mitterrand          | 84 861  | 41,93 %    | 109 592 | 54,9 %     |  |  |
|                | UNR            | Charles de Gaulle            | 73 973  | 36,55 %    | 90 020  | 45,1 %     |  |  |
|                | MRP            | Jean Lecanuet                | 26 369  | 13,03 %    |         |            |  |  |
|                | SE             | Jean-Louis Tixier-Vignancour | 11 045  | 5,46 %     |         |            |  |  |
|                | PLE            | Pierre Marcilhacy            | 4 014   | 1,98 %     |         |            |  |  |
|                | SE             | Marcel Barbu                 | 2 126   | 1,05 %     |         |            |  |  |
|                |                |                              |         |            |         |            |  |  |
|                |                |                              | Nombre  | % inscrits | Nombre  | % inscrits |  |  |
| Inscrits       | Inscrits       | Inscrits                     | 244 364 |            | 244 320 |            |  |  |
| Abstentions    | Abstentions    | Abstentions                  | 39 818  | 16,29 %    | 39 416  | 16,13 %    |  |  |
| Votants        | Votants        | Votants                      | 204 546 | 83,71 %    | 204 904 | 83,87 %    |  |  |
|                |                |                              |         |            |         |            |  |  |
|                |                |                              |         | % votants  |         | % votants  |  |  |
| Blancs ou nuls | Blancs ou nuls | Blancs ou nuls               | 2 158   | 1,06 %     | 5 292   | 2,58 %     |  |  |
| Exprimés       | Exprimés       | Exprimés                     | 202 388 | 98,94 %    | 199 612 | 97,42 %    |  |  |